# Federico Ferrari
Federico Ferrari (Milano, 15 settembre 1969) è un filosofo e critico d'arte italiano. È figlio della musicista Laura Alvini e dell'artista Vincenzo Ferrari.
Insegna presso l'Accademia di belle arti di Brera a Milano, dove ha ricoperto la cattedra di Fenomenologia delle arti contemporanee e ora quella di Estetica. Nel gennaio 2020 ha fondato, assieme ad Andrea Cortellessa e Riccardo Venturi, la rivista online Antinomie.

## Pensiero
Dopo essersi laureato in Filosofia teoretica sotto l'ègida di Carlo Sini, nei primi anni novanta si è occupato di bioetica. In questo campo, e in particolare sul tema dell'eutanasia, ha individuato nel concetto di extanasia un approccio singolare alle problematiche sollevate dall'idea di una "buona morte" non riducibile né a una strenua difesa della sacralità della vita a qualunque costo né a una manipolazione dei corpi in una logica strettamente medico-scientifica.
In seguito, sulla scia della riflessione svolta da Maurice Blanchot e Jean-Luc Nancy, ha intrapreso dapprima un lavoro di ricerca sul problema di un legame sociale in bilico tra l'esperienza comunitaria e le società atomizzate del mondo globalizzato. Ha, quindi, sviluppato una collaborazione con Jean-Luc Nancy che ha portato, tra il 2000 e il 2021, alla stesura di quattro opere a quattro mani (La pelle delle immagini, Iconografia dell'autore, La fin des fins e Estasi).
A partire dalla fine degli anni novanta, il suo campo di ricerca si è sviluppato maggiormente sui temi dell'immagine e dell'arte, tra l'altro con uno studio di approccio decostruttivo sull'istituzione museale (Lo spazio critico) e del sistema di produzione dell'arte e delle immagini (Il re è nudo). L'insieme del suo lavoro pare essere finalizzato alla creazione di "focolai che, pur non riuscendo appieno ad estirpare la gramigna del capitalismo, esibiscono segnali di viva contestazione 'aristocratica' ed 'anarchica'. Dove aristocrazia vuol dire consapevolezza, responsabilità, libertà, condivisione, etica del fare, progetto (futuro?) dell'arte. E anarchia, dal canto suo, reale contestazione (critica e teorica), indispensabile voce sul destino di un mondo da riconquistare e, via via, decontaminare".. L'approccio metodologico sembra coniugare, quindi, aspetti della decostruzione con elementi della tradizione anarco-individualista, nel tentativo di denuncia e sovvertimento dei processi produttivi mistificanti del tardo capitalismo. Più in particolare, la riflessione sull'immagine sembra configurarsi, come ha scritto Marco Belpoliti, come "una lunga riflessione sullo sguardo, su quel particolare tipo di sguardo che possiamo definire 'euristico': che vuole oltrepassare la visibilità manifesta delle cose per raggiungere la visibilità nascosta."
Negli scritti L'Anarca e Oscillazioni, l'elemento aristocratico - per alcuni aspetti anacoretico - sembra radicalizzarsi nel corpo a corpo con il pensiero nichilista e le sue maschere postmoderne, spingendosi, da una parte, verso un esilio dall'attualità alla ricerca di un principio o antiprincipio assoluto (evidente, sotto questo aspetto, l'influenza della figura di Cristina Campo, esplicitamente richiamata dall'autore in un'intervista) e, dall'altra, verso un pensiero autobiografico "la cui limpidezza sconfina nella violenza e della violenza ha l’imperiosa incuranza nei confronti dei compromessi, la tensione verso l’assoluto." In questo modo, il pensatore italiano, pur riprendendo temi affrontati da Heidegger e Jünger, essendo, anzi, "sintonico con quanto asserito da Jünger, ci pare travalicare i confini 'umanisti' propri della visione del mondo del tedesco. Egli si fa latore dell’essenziale esigenza di ripensare il nulla senza cadere nella mistica d’Oriente [...] ponendosi lungo il sentiero inaugurato da Klages e pochi altri"(tra i quali, può essere annoverato, in ambito italiano, Andrea Emo, del quale Ferrari, per certi versi, sembra raccogliere l'eredità).

## Opere
- La comunità errante. Bataille e l'esperienza comunitaria, Milano, Lanfranchi, 1997 ISBN 978-88-363-0066-2
- Nudità. Per una critica silenziosa, Milano, Lanfranchi, 1999 (prefazione di Carlo Sini) ISBN 978-88-363-0068-6
- Wolfgang Laib, Venezia, West Zone 1999 (bilingue italiano/inglese)
- La pelle delle immagini, con Jean-Luc Nancy, Torino, Bollati Boringhieri, 2003 (Paris, Klincksieck 2002; Berlin-Zűrich, Diaphanes 2006) ISBN 978-88-339-1448-0
- Lo spazio critico. Note per una decostruzione dell'istituzione museale, Roma, Sossella, 2004 (con i contributi di Johannes Cladders, Rosalind Krauss, Federico Nicolao, Hans Ulrich Obrist, Giulio Paolini, Claudio Parmiggiani, Harald Szeemann) ISBN 978-88-87995-82-4
- La convocazione, con Tomas Maia e Federico Nicolao, Genova, Chorus, 2006 (edizione bilingue italiano/francese)
- Costellazioni. Saggi sull'immagine, il tempo e la memoria, Milano, Lanfranchi, 2006 ISBN 978-88-363-0075-4
- Iconografia dell'autore, con Jean-Luc Nancy, Roma, Sossella, 2006 (Paris, Galilée 2005; Chikuma Shobo, Tokio 2008; Verlag Turia + Kant, Vienna 2021) ISBN 978-88-89829-11-0
- Del contemporaneo. Saggi su arte e tempo, di Jean-Luc Nancy, Georges Didi-Huberman, Nathalie Heinich, Jean-Christophe Bailly, Milano 2007, Pearson Paravia Bruno Mondadori, traduzione dal francese di Ester Borgese, Introduzione di Federico Ferrari.
- Sub specie aeternitatis. Arte ed etica, Reggio Emilia, Diabasis, 2008 ISBN 978-88-8103-524-3
- Il re è nudo. Aristocrazia e anarchia dell'arte, Roma, Sossella, 2011 ISBN 978-88-89829-94-3
- L'insieme vuoto. Per una pragmatica dell'immagine, Milano, Johan & Levi, 2013 ISBN 978-88-6010-092-4
- L'anarca, Milano, Mimesis, 2014 (2ª edizione Roma, Sossella 2023) ISBN 979-1259980410
- La fin des fins. Scène en deux actes, con Jean-Luc Nancy, Nantes, Editions Cécile Defaut, 2015 (2ª ed. accresciuta, Kimé, Paris 2018) ISBN 978-2-35018-366-4
- Visioni. Scritti sull'arte, Milano, Lanfranchi, 2016 ISBN 978-8836300815
- Oscillazioni. Frammenti di un'autobiografia, Milano, SE, 2016 (Ahoora Press, Teheran 2019) ISBN 9788867232116
- Il silenzio dell'arte, Roma, Sossella, 2021 ISBN 978-8832231939
- Estasi, con Jean-Luc Nancy, Roma, Sossella, 2022 ISBN 979-1259980120
- L'antinomia critica, Roma, Sossella, 2023 ISBN 979-1259980540